# Christer Somme
Christer Abrahamsson Somme (eller Some), född omkring 1565, död 19 oktober 1618 i Rohlstorf i Holstein i dåvarande Danmark, var en svensk fältmarskalk.

## Biografi
Christer Somme var son till Abraham Germundsson Some till Göberga (död 1587) och Märta Christiernsdotter Siöblad (död 1602) till Flättna och brorsonsson till amiralen Måns Svensson Somme (slutet av 1400-talet – 1572 eller 1573). Han var överste för Smålandsknektarna vid Karl IX:s fälttåg till Livland och utmärkte sig vid slaget vid Kokenhusen 1601. Han hamnade därefter i polsk fångenskap tillsammans med Jesper Andersson Cruus, frigavs redan 1602 och blev samma år ståthållare för slottet i Narva och 1603 ståthållare för slottet i Hapsal. Han blev 1604 besegrad av polackerna vid Paide. 
Efter några år i Sverige deltog Christer Somme, år 1608 utnämnd till fältmarskalk, i Jakob De la Gardies fälttåg i Ryssland 1609. Han återvände till Sverige efter att ha blivit sårad vid Aleksandrovskoja Sloboda i oktober 1609.
Christer Somme blev 1611 hövitsman på Kalmar slott, sedan den danska-norska armén under Kristian IV i början av maj hade belägrat staden Kalmar och slottet, och i slutet av månaden intagit staden. Christer Somme kapitulerade efter två veckor på posten inför den danska övermakten den 3 augusti. Slottet var då avskuret av den dansk-norska flottan från försörjning sjövägen, bland annat av krut, men Karl IX stämplade kapitulationen som högförräderi. Karl IX beslagtog alla Christer Sommes gods i Sverige, bland annat hans ärvda sätesgård Göberga och Skokloster, vilket senare han förlänats av Karl IX. Kungen förlänade alla dessa gods till Herman Wrangel. 
Christer Somme gick omedelbart efter kapitulationen i dansk tjänst och bosatte sig på slottet Rohlstorf i Kreis Segeberg i Holstein i nuvarande Tyskland, som han förlänats av Kristian IV. Den 19 oktober 1618 blev han mördad av tre män som blev alla infångade och avrättade. 
Christer Somme gifte sig 1606 med Maria Magdalena von Masenbach, som stannade på Göberga och senare återfick godset och efter Christer Sommes död gifte om sig med Knut Drake af Hagelsrum år 1620.